# Alessandro Hämmerle
Alessandro Hämmerle (n. 30 iulie 1993, Frauenfeld⁠(d), cantonul Thurgau, Elveția) este un sportiv ce a reprezentat Austria, medaliat olimpic. A participat la 3 ediții ale Jocurilor Olimpice (2014, 2018, 2022) în care a câștigat 1 medalie de aur.